# أرنو كلايس
أرنو كلايس هو لاعب كرة قدم بلجيكي في مركز الدفاع، ولد في 5 أبريل 1994 في بلجيكا. لعب مع نادي كورتريك.

## وصلات خارجية
- أرنو كلايس على موقع قاعدة بيانات كرة القدم.إي يو (الإنجليزية)
- أرنو كلايس على موقع Soccerway.com (الإنجليزية)